# Pietro Morosini
Pietro Morosini, en latín Petrus Maurocenus, (Venecia, ? - Gallicano nel Lazio, 11 de agosto de 1424) fue un jurista y eclesiástico italiano. 
Descendiente de la aristocracia de la República de Venecia y doctorado en leyes en la Universidad de Bolonia, fue también profesor de decretos en la de Padua, siendo reputado como uno de los más célebres jurisconsultos de su época.
Era canónigo del capítulo catedralicio de Treviso y protonotario apostólico cuando Gregorio XII le creó cardenal diácono de Santa María in Cosmedin en el consistorio de septiembre de 1408, aun sin haber recibido las órdenes sacerdotales. Tras la renuncia de este sirvió a su sucesor Martín V, por cuya comisión ofició como legado en la coronación de la reina Juana II de Nápoles. 
Fallecido en 1424, fue sepultado en la iglesia de Santa María Nuova de Roma.